# ごっつあん
ごっつあんとは、大相撲の隠語で「ありがとうございます」「ごちそうさま」を意味する。

## 解説
ごっつぁん、ごっちゃんともいう。「ごちそうさま」が訛ったものであるが、角界内では応答の言葉として使われたり、声をかける時にも使われる意味の広い言葉。力士同士の間では「ごっつあんです」とは最近はあまり言わず、「ちゃんし」となまって発音されることが多い。一般社会でも砕けた表現として使われる。

## ごっつあんしてもらう相手
- 親方
- 関取・兄弟子
- タニマチ

## ごっつあんゴール（サッカー）
ごっつあんゴールとは相撲用語から派生したサッカー用語の一つで、優しいラストパスやこぼれ球を押し込むだけ得られるゴールをいう。

## 関連書籍
- 兼三『ごっつあんです』集英社、2000年7月。ISBN 4-08-333019-8。